# 三好生勝
三好 生勝（みよし なりかつ）は、安土桃山時代から江戸時代初期にかけての武将。三好氏宗家の継承者とされる。

## 生涯
広島藩士の三好氏に伝わる系図によると、生勝は若江三人衆の1人である多羅尾綱知と三好宗家当主である三好義継の妹との間に生まれたという。三好三人衆の1人である三好宗渭（政生）に養育され、三好義継の名跡を継いだとされる。義継の名跡を継いだことは織田信長に認められており、河内国で5,490石を領している。
『細川両家記』によると、元亀元年（1570年）8月26日の野田城・福島城の戦いにおいて、三好三人衆側に「三好下野守（宗渭、ただし実際にはこの時点で既に死去している）、同息、同舎弟為三入道」が参戦しており、宗渭の「息」は生勝の可能性がある。史料上の初出は、天正7年（1579年）10月の津田宗及の茶会の記録で、生勝は既に三好姓を名乗っていた。この頃行われていた大坂本願寺との戦いでは生勝も出陣を命じられ、負傷しながらも軍功を挙げて、信長から感状と甲冑・陣羽織・短刀を与えられた。
天正20年（1592年）に始まる文禄の役の際は、肥前名護屋城に在陣した（本丸広間之番衆馬廻組二番河井組に三好為三・新右衛門尉（房一）と共に在籍している）。その後、豊臣秀吉の正室である北政所の付属となり、関ヶ原の戦い後は豊臣秀頼に属した。
生勝は細川藤孝の和歌の門弟であり、慶長5年7月19日（1600年8月27日） から9月6日（10月12日）にかけて丹後田辺城（現在の京都府舞鶴市）を巡って勃発した田辺城の戦いでは、藤孝が生勝と東条行長・上田勘左右衛門に「古今伝授や辞世の句など伝授すべきものは全て使者に渡したのでこの世に思い残すことはない」と書状を送っている。
後に福岡藩主・黒田長政に家人・馬廻衆として仕え、慶長9年（1604年）3月20日に黒田孝高が死去した際には6月28日に追善百韻を張行している。慶長14年（1609年）に2,000石を与えられた。組長を務めており、慶長18年（1613年）に長政家臣の石高を記録した史料によると当時は2500石を、元和元年（1615年）に石高を記録した「元和初年人数付」によると当時は2000石を知行していた。長政が家臣の交友関係を調べてまとめた「家中間善悪帳」によると村田出羽守と仲が悪かったという。慶長19年（1614年）の大坂冬の陣では長政の嫡男・忠之に従い、河内国の案内人として黒田軍の先陣を務めたという。
元和7年（1621年）、生勝は家督を長男の宗左衛門生高に譲り、天龍寺で隠居するため京都に向かったが、広島藩主の浅野長晟に誘われ、2,000石で仕えた。大崎玄蕃允の屋敷跡に住んだという。生勝の息子2人（生高と六男の庄兵衛生盛）も同時に広島藩に仕え、それぞれ500石を知行した。
寛永8年（1631年）、生勝は死去した。

## 子女
『鹿苑日録』天正17年9月12日条によると生勝の妻は和泉国の「常春院」の孫とされる。
生勝の長男・生高は福岡藩に仕えていたが、寛永15年（1638年）に広島藩へと移った。寛永16年（1639年）、2代藩主・浅野光晟より300石を与えられている。後年、生高の系統の三好家には5代藩主・浅野吉長の弟である長賢の子の房高が養子として入っており、房高は1,000石の年寄役を務めた。
生勝の二男・七郎右衛門は、慶長20年（1615年）の大坂夏の陣で豊臣方として戦死した。
生勝の四女は摂津平野の有力者・土橋九郎右衛門重俊の後妻となっている。平野は生勝が付属させられた北政所の所領であった。土橋重俊の前妻は道頓堀を開削したことで知られる成安道頓の娘である。